# Östliches Ringgebiet
Koordinaten: 52° 16′ 9″ N, 10° 32′ 33″ O
| Stadtbezirk Östliches Ringgebiet Stadt Braunschweig | Stadtbezirk Östliches Ringgebiet Stadt Braunschweig |
| --- | --------------------------------------------------- |
| Lage des Stadtbezirks Östliches Ringgebiet in Braunschweig |                                                     |
| Bezirksbürgermeisterin: | Juliane Krause (B’90/Grüne)                         |
| Stadtbezirk: | Nr. 120                                             |
| Einwohner: | 26.559 (31. Dez. 2020)                              |
| Fläche: | 3,976 km²                                           |
| Bevölkerungsdichte: | 6.680 Einwohner je km² (31. Dez. 2020)              |
| Postleitzahlen: | 38102, 38104, 38106                                 |
| Blick über das östliche Ringgebiet. Im Zentrum: Stadtpark, Prinzenpark und der Nußberg. Im Hintergrund Riddagshausen mit Kreuzteich, Mittelteich und Schapenbruchteich. |                                                     |

Das Östliche Ringgebiet in Braunschweig ist ein Stadtviertel und Stadtbezirk mit ca. 26.000 Einwohnern. Es erstreckt sich von der Helmstedter Straße im Süden bis zur Hans-Sommer-Straße im Norden. Im Westen wird es durch die Oker und im Osten durch den noch zum Stadtbezirk gehörenden Prinz-Albrecht-Park (kurz „Prinzenpark“ genannt) mit dem Nußberg begrenzt. Im Osten des Stadtviertels befindet sich der Stadtpark.

## Geschichte
Das Stadtviertel in seiner heutigen Form geht auf Planungen und Entwürfe Ludwig Winters zurück. Seinen Namen hat es vom Wilhelminischen Ring, einer 1882 geplanten Ringstraße rund um den historischen Stadtkern, dem heutigen Stadtbezirk Innenstadt. Der Braunschweiger Ring wurde jedoch nie vollendet und ist im Südwesten durch den Bürgerpark unterbrochen. Den Mittelpunkt des Stadtviertels bildet die Paulikirche. Sie wurde im Zeitraum von 1902 bis 1906 an der Kaiser-Wilhelm-Straße, der heutigen Jasperallee, errichtet.
Diese Allee bildet neben dem Ring eine weitere Hauptachse des Östlichen Ringgebiets und verbindet das Staatstheater mit dem Stadtpark. Hier fanden sich die feudalsten Häuser mit kleinen Vorgärten. Als Vorbild für die Allee diente die Berliner Straße Unter den Linden. Am Stadtpark befindet sich ein Gedenkstein, der genau einen Kilometer vom Staatstheater entfernt ist und an dem daher Generationen von Schülern diese Entfernung abzuschätzen lernten.
Hier endete die Allee ursprünglich, wurde jedoch in den 1930er-Jahren durch den Stadtpark hindurch verlängert, um den Braunschweiger Dom, der in der Zeit als NS-Weihestätte diente, mit dem „Franzschen Feld“ am Nußberg zu verbinden, einem ehemaligen militärischen Übungsgelände, das die SA für Aufmärsche benutzte.
Im Zweiten Weltkrieg wurden zahlreiche Lücken in die Prachtpromenade gerissen, die sich in den folgenden Jahren mit eher pragmatischen Bauten füllten. Am auffälligsten ist das an den unterschiedlichen Geschosshöhen zu erkennen, da in den 50er-Jahren weder das Baumaterial noch das ästhetische Bewusstsein für gründerzeitliche Raumhöhen vorhanden war. Benannt ist die Jasperallee nach dem früheren braunschweigischen Ministerpräsidenten Heinrich Jasper.
Das Östliche Ringgebiet ist eines der begehrtesten Wohngebiete Braunschweigs. Die zahlreichen Altbauten, die um 1900 entstanden sind, die unzähligen Bäume und die ausgedehnten Parkanlagen im Osten machen diesen Stadtbezirk so anziehend. Der Stadtbezirk ist heute trotz seiner großen Parkanlagen mit 6640 Einwohnern pro km² der am dichtesten besiedelte Stadtbezirk Braunschweigs.

## Sehenswürdigkeiten und Sonstiges
Zu den Sehenswürdigkeiten des Stadtbezirks zählen neben den Kirchen St. Pauli und St. Matthäus zahlreiche Gründerzeithäuser an der Jasperallee. Auch das Kultur- und Kommunikationszentrum Brunsviga befindet sich im Östlichen Ringgebiet.
- Wasserturm auf dem Giersberg
- Mars-la-Tour-Kaserne
- Kolonialdenkmal

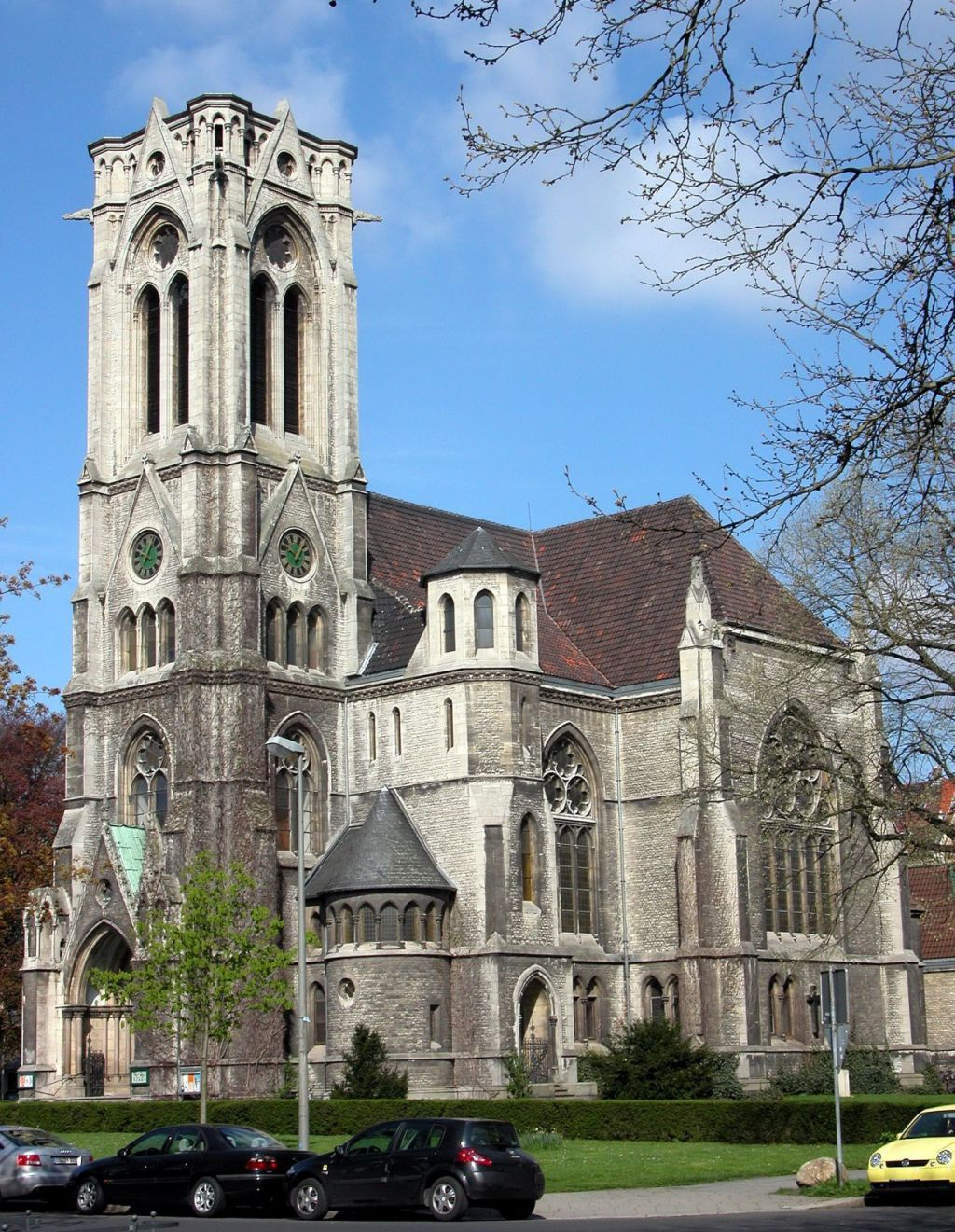
Pauli-Kirche von Südosten
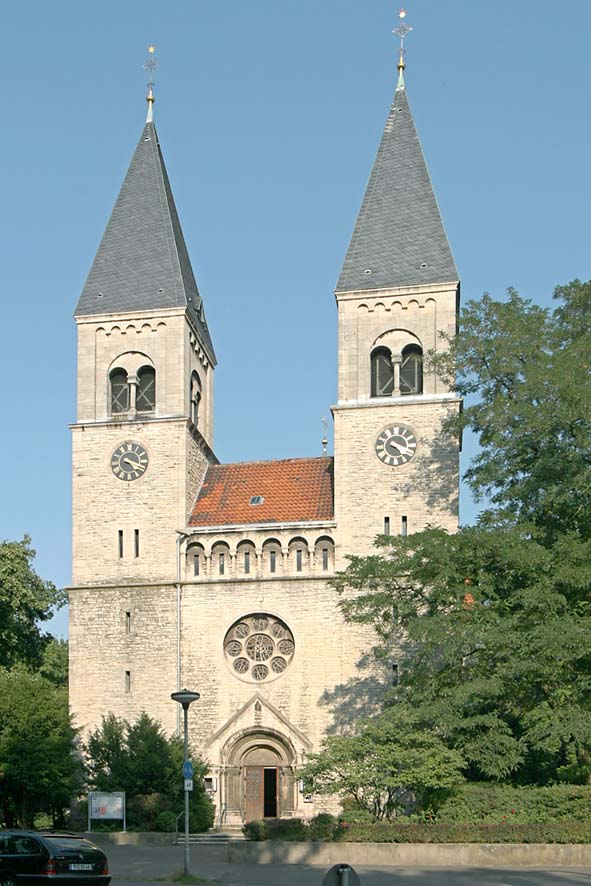
Die Matthäuskirche, früher „Garnison-Kirche“ genannt
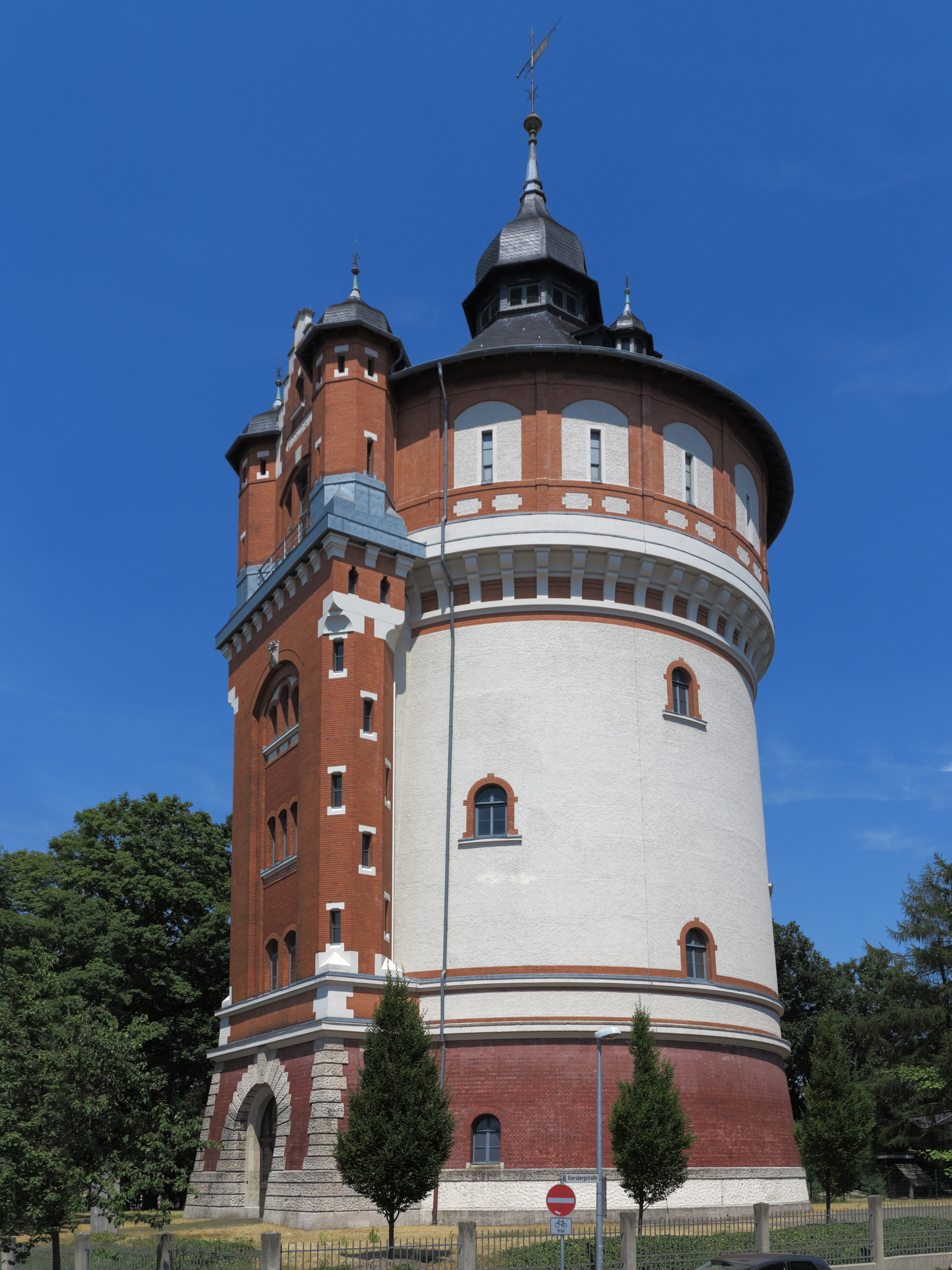
Wasserturm auf dem Giersberg
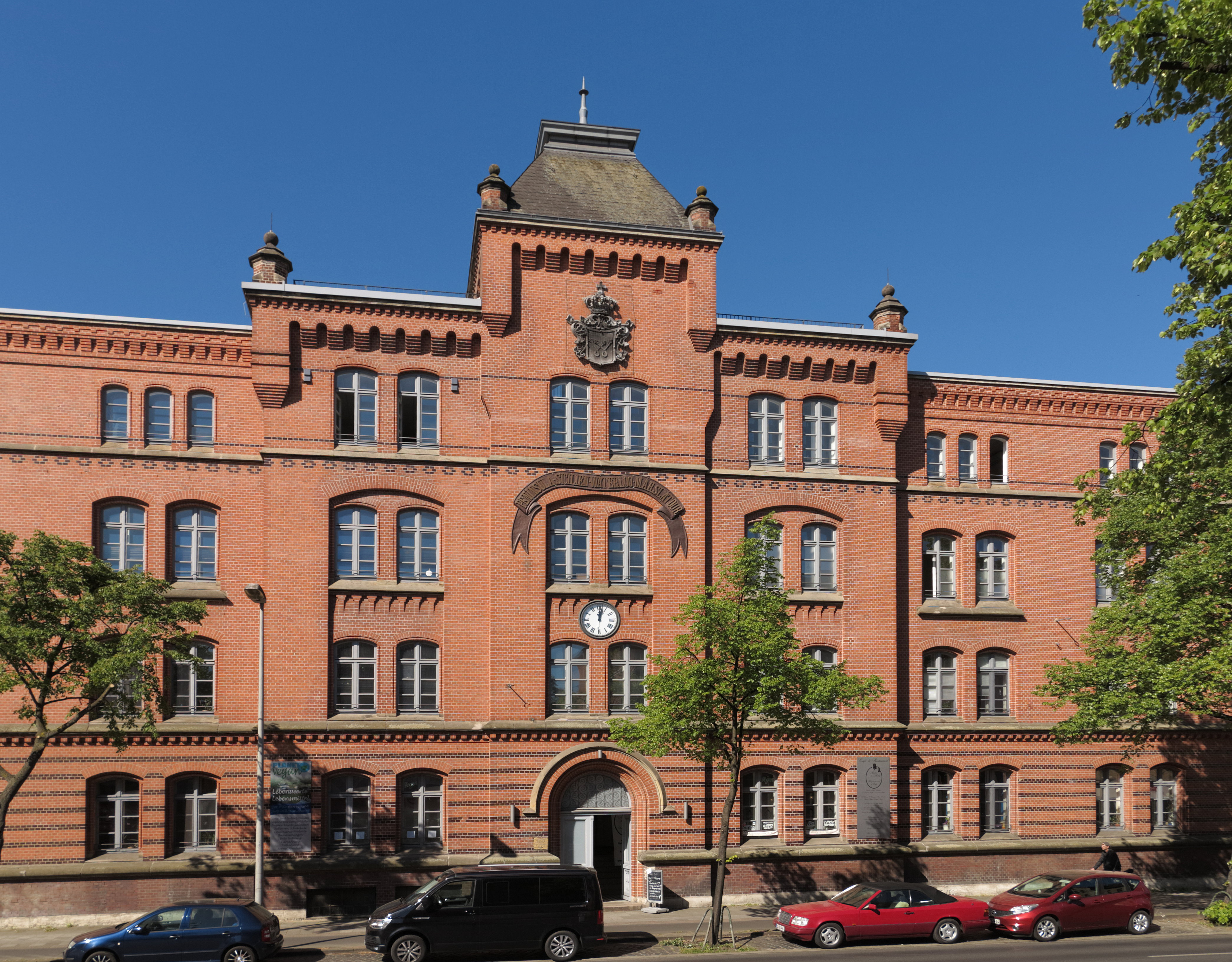
Mars-la-Tour-Kaserne Frontansicht
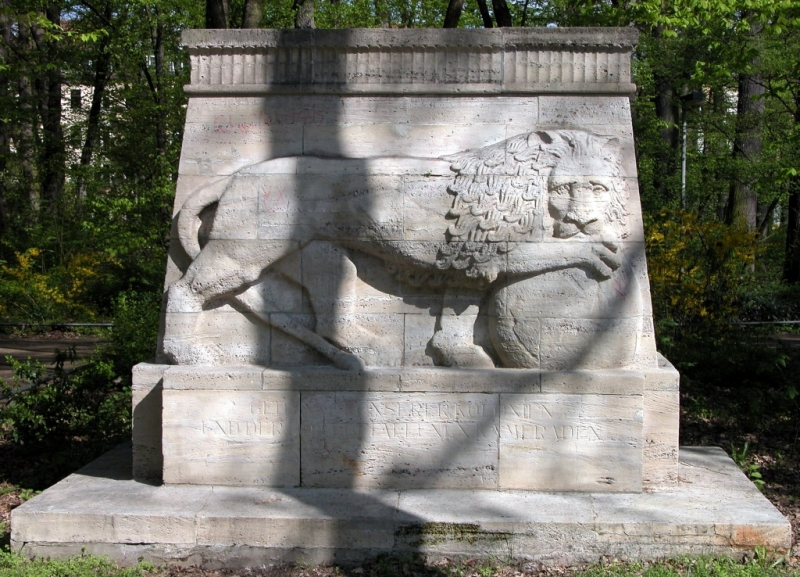
Kolonialdenkmal Front

## Politik
Bezirksbürgermeisterin
- Juliane Krause (B’90/Grüne)

Stadtbezirksrat
| Partei     | Stimmen 2021 | Sitze 2021 | Stimmen 2016 | Sitze 2016 |
| ---------- | ------------ | ---------- | ------------ | ---------- |
| GRÜNE      | 37,6 %       | 7          | 23,1 %       | 4          |
| SPD        | 25,3 %       | 5          | 34,4 %       | 7          |
| CDU        | 13,4 %       | 3          | 20,4 %       | 4          |
| BIBS       | 6,0 %        | 1          | 8,2 %        | 2          |
| FDP        | 5,8 %        | 1          | 6,4 %        | 1          |
| Die Linke  | 4,8 %        | 1          | 7,5 %        | 1          |
| Die PARTEI | 2,4 %        | 1          | -            | -          |
| AfD        | 2,0 %        | -          | -            | -          |
| Piraten    | 1,3 %        | -          | -            | -          |
| Basis      | 1,3 %        | -          | -            | -          |
| BIG        | 0,4 %        | -          | -            | -          |
| Gesamt     | 100 %        | 19         | 100 %        | 19         |

Statistische Bezirke
Der Stadtbezirk setzt sich aus folgenden statistischen Bezirken zusammen:
- Am Hagenring (Nr. 07)
- Prinzenpark (Nr. 08)